# Hirtenberger Waffenaffäre
Als Hirtenberger Waffenaffäre wird ein groß angelegter Waffenschmuggel von Italien über Österreich nach Ungarn im Jahr 1933 bezeichnet, der indirekt in den Untergang der Ersten Republik führte. 

## Tatbestand
Am 8. Jänner 1933 machte die Arbeiter-Zeitung publik, dass rund 40 Eisenbahnwaggons mit großen Mengen an Gewehren und Maschinengewehren auf dem Gelände der Hirtenberger Patronenfabrik eingetroffen waren. Dort sollten die Waffen – ehemalige Bestände der k.u.k. Armee, die die Italiener den Österreichern 1918 abgenommen hatten – modernisiert werden. Der Großteil sollte weiter nach Ungarn transportiert werden, ein kleiner Teil der Waffen war für die Heimwehr („Wiener Heimatschutz“) bestimmt. Insgesamt handelte es sich um 84.000 Gewehre und 980 Maschinengewehre.

## Hintergrund
Nach Hitlers Machtergreifung 1933 strebte der italienische Diktator Benito Mussolini danach, ein Gegengewicht zu Deutschland zu schaffen. Zu dieser Politik gehörte die Unterstützung des von Miklós Horthy autoritär regierten Ungarn und die Stärkung der faschistischen Kräfte in Österreich. Der aufgeflogene Waffenschmuggel hätte der Aufrüstung sowohl Ungarns als auch der Heimwehr gedient.
Im Juni 1932 hatte Heimwehrführer Ernst Rüdiger Starhemberg Mussolini um die Lieferung von Waffen gebeten. Fritz Mandl, der Besitzer der Hirtenberger Waffenfabrik, war ein enger Freund und großzügiger Geldgeber Starhembergs.

## Außenpolitische Folgen
Durch eine mögliche Aufrüstung Ungarns sahen sich besonders Jugoslawien und die Tschechoslowakei bedroht, die durch die Kleine Entente miteinander verbündet waren. Frankreich – das die Kleine Entente stützte – und Großbritannien erhoben nach dem Bekanntwerden der Affäre scharfen Protest. Die beiden Siegermächte des Ersten Weltkriegs sahen in dem Waffenschmuggel einen schweren Verstoß gegen den Vertrag von Saint-Germain bzw. den Vertrag von Trianon. Die Bundesregierung unter Bundeskanzler Engelbert Dollfuß wies diese Vorwürfe in einer Antwortnote zurück. Die Folge war eine noch stärkere Entfremdung zwischen Österreich und den demokratischen Westmächten sowie eine zunehmend stärkere Bindung Österreichs an Italien. 

## Innenpolitische Folgen
Die Hirtenberg-Waffenaffäre verhärtete die Fronten zwischen dem linken und rechten politischen Lager in Österreich noch weiter und führte indirekt zur so genannten Selbstausschaltung des Parlaments. 
Am 22. Februar 1933 wurde bekannt, dass der Generaldirektor der Österreichischen Bundesbahnen Egon Seefehlner dem Vorsitzenden der Eisenbahnergewerkschaft Berthold König 150.000 Schilling Bestechungsgeld angeboten hatte. Diese Summe sollte den Gewerkschaftschef veranlassen, seine Eisenbahner dazu zu bringen, die Waffen doch noch nach Ungarn weiter zu befördern. Die Sozialdemokraten unterrichteten Bundeskanzler Engelbert Dollfuß von dem Bestechungsversuch, woraufhin sich dieser gezwungen sah, Seefehlner zu entlassen.
Am 16. Februar gab die Generaldirektion der Bundesbahnen bekannt, die Löhne für die Eisenbahner im März in drei Raten auszubezahlen. Daraufhin traten am 1. März die Eisenbahner in einen zweistündigen Demonstrationsstreik. Am 4. März fand eine Sitzung des Österreichischen Nationalrats statt, in welcher der Eisenbahnerstreik debattiert wurde. Die während dieser Sitzung eingetretene Geschäftsordnungspanne nutzte Dollfuß, um das Parlament auszuschalten. Dies war der Startschuss zur Errichtung der austrofaschistischen Diktatur nach ständestaatlichem Muster.